# Parastasia yasutoshii
Parastasia yasutoshii är en skalbaggsart som beskrevs av Yuiti Wada 2008. Parastasia yasutoshii ingår i släktet Parastasia och familjen Rutelidae. Inga underarter finns listade i Catalogue of Life.